# 大出憲司
大出 憲司（おおで けんじ、1989年11月10日 - ）は、日本のラグビー選手。

## プロフィール
- 栃木県出身[1]。
- ポジションはプロップ(PR)。
- 身長 170cm、体重 103kg
- ニックネームはけんじ。

## 来歴
ラグビーを始めたきっかけは兄の影響から。
2008年、國學院栃木高校、帝京大学に入る。なお帝京大学時代の同級生には伊藤拓巳、權正赫、小山田岳、辻井健太、滑川剛人、白隆尚、南橋直哉、森田佳寿、吉田康平らがいる。
2012年、帝京大学卒業後、豊田自動織機シャトルズに加入。
2016年8月27日に行われたジャパンラグビートップリーグ第1節のトヨタ自動車ヴェルブリッツ戦に途中出場で公式戦初出場を果たした。
2018年、豊田自動織機シャトルズを退団した。